# Toledo (Cebu)
Toledo é um cidade de  terceira classe de renda da cidade (d) na província Cebu, nas Filipinas. De acordo com o censo de 1 de maio  de  2020 possui uma população de 207 314 pessoas e 48 813 domicílios.